# Oonops tolucanus
Oonops tolucanus är en spindelart som beskrevs av Willis J. Gertsch och Davis 1942. Oonops tolucanus ingår i släktet Oonops och familjen dansspindlar. Inga underarter finns listade i Catalogue of Life.